# Sông Ślęza
```
Sông Ślęza
 (
tiếng Ba Lan
; 
tiếng Đức
 là 
Lohe
) là 78 một
 
 
con sông
 dài 78,6
 
km ở Hạ Silesia, thuộc miền nam 
Ba Lan
, một nhánh trái của sông 
Oder
. Nó bắt đầu ở đồi Niemcza 
(Wzgórza Niemczańskie),
 một phần của mũi đất Sudeten 
(Przedgórze Sudeckie),
 và chảy gần Núi Ślęża qua vùng trũng Silesian 
(Nizina Slaska)
 và đi vào Oder ở 
Wrocław
.
```

Chi lưu quan trọng nhất là Mała lęza ("Ślęza nhỏ"). Các thị trấn quan trọng nhất trên sông là: Niemcza, Tyniec nad lęzą, Jordanów ląski và Wrocław.
Cái tên này có lẽ bắt nguồn từ một từ Silesian có nghĩa là "nơi đầm lầy ẩm ướt". Trong một tông sắc từ Hadrian IV năm 1155, dòng sông được gọi là Selenza.
Tên của sông Ślęza và núi Ślęza đều có nguồn gốc từ tiếng Silesia, mặc dù Ślęza được đánh vần có một chữ Z tiêu chuẩn và núi Ślęza được đánh vần là Ż dấu phụ - tiếng Anh phát âm là zh.